# Witoszów Dolny (gromada 1962–1972)
Witoszów Dolny (do 19 II 1962 Słotwina) – dawna gromada, czyli najmniejsza jednostka podziału terytorialnego Polskiej Rzeczypospolitej Ludowej w latach 1954–1972.
Gromady, z gromadzkimi radami narodowymi (GRN) jako organami władzy najniższego stopnia na wsi, funkcjonowały od reformy reorganizującej administrację wiejską przeprowadzonej jesienią 1954 do momentu ich zniesienia z dniem 1 stycznia 1973, tym samym wypierając organizację gminną w latach 1954–1972.
Gromadę Witoszów Dolny z siedzibą GRN w Witoszowie Dolnym utworzono 20 lutego 1962 w powiecie świdnickim w woj. wrocławskim w związku z przeniesieniem siedziby GRN gromady Słotwina (bez wsi Milikowice) ze Słotwiny do Witoszowa Dolnego i zmieniając nazwę jednostki na gromada Witoszów Dolny.
Najprawdopodobniej gromada Słotwina nigdy nie powstała a powyższe zmiany były zaledwie niezbędną formalnością. Przemawia za tym szereg okoliczności. 31 grudnia 1961, na mocy uchwały nr 20 WRN we Wrocławiu z 6 października 1961, miano znieść 69 gromad oraz zmienić siedzibę i nazwę dodatkowych ośmiu. Systematyka zapisy była taka, że każda ze znoszonych gromad wypisana była przy osobnym punkcie, natomiast zmiany siedzib i nazw gromad były opisane doraźnie tam, gdzie likwidacja gromady i włączenie jej obszaru do innych gromad wymagała z różnych powodów relokacji siedziby GRN. Mimo opublikowania uchwały w Dzienniku WRN z 20 grudnia 1961, Rada Ministrów uchwałą nr 510/61 z 28 listopada 1961 odmówiła jednak zatwierdzenia likwidacji siedmiu gromad (Barkowo, Ciernie, Lubomin, Mieroszów, Twardocice, Żarska Wieś i Żmigródek), przez co doraźne zmiany siedzib i nazw dodatkowych trzech gromad winny zostać unieważnione: 1) Rząśnik na Sokołowiec, 2) Łagów na Trójca i najprawdopodobniej też 3) Witoszów Dolny na Słotwina (z powodu odmówienia zniesienia gromady Ciernie, z której to wieś Mokrzeszów miała zostać włączona do gromady Witoszów Dolny). Jednakże, w przeciwieństwie do dwóch poprzednich zmian (dotyczących gromad Rząśnik i Łagów), gromada Witoszów Dolny figurowała w uchwale w dwóch różnych miejscach: 1) w związku z (anulowaną) likwidcją gromady Ciernie oraz 2) w związku z (zatwierdzoną) likwidcją gromady Witków (włączenie do gromady Witoszów Dolny wsi Milikowice). Najwidoczniej przegapiono tę rozbieżność, i tak zatwierdzając likwidację gromady Witków, gromada Witoszów Dolny formalnie została zniesiona. To z kolei wymagało szczególnego wydania osobnej uchwały rewertującej zmianę nazwy i siedziby gromady Witoszów Dolny na Słotwina, co wykonano natychmiastowo, zaledwie po 51 dniach.
1 lipca 1968 do gromady Witoszów Dolny włączono wieś Bystrzyca Dolna ze zniesionej gromady Bystrzyca Górna w tymże powiecie.
Gromada Witoszów Dolny przetrwała do końca 1972 roku, czyli do kolejnej reformy gminnej.